# Зюнхінг
Зюнхінг (нім. Sünching) — громада в Німеччині, розташована в землі Баварія. Підпорядковується адміністративному округу Верхній Пфальц. Входить до складу району Регенсбург. Центр об'єднання громад Зюнхінг.
Площа — 19,41 км2. Населення становить 2209 ос. (станом на 31 грудня 2020).